# Rådmansö
För andra betydelser, se Rådmansö (olika betydelser).

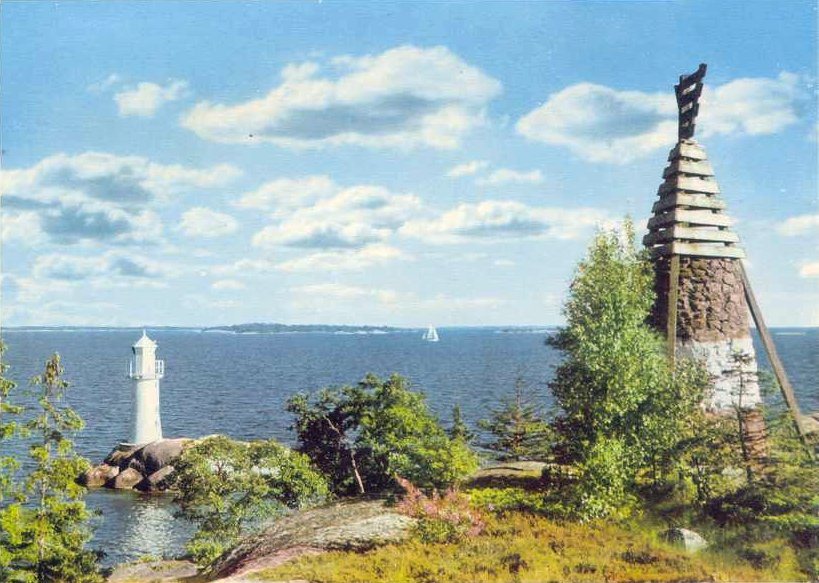
Fyren vid Kapellskär

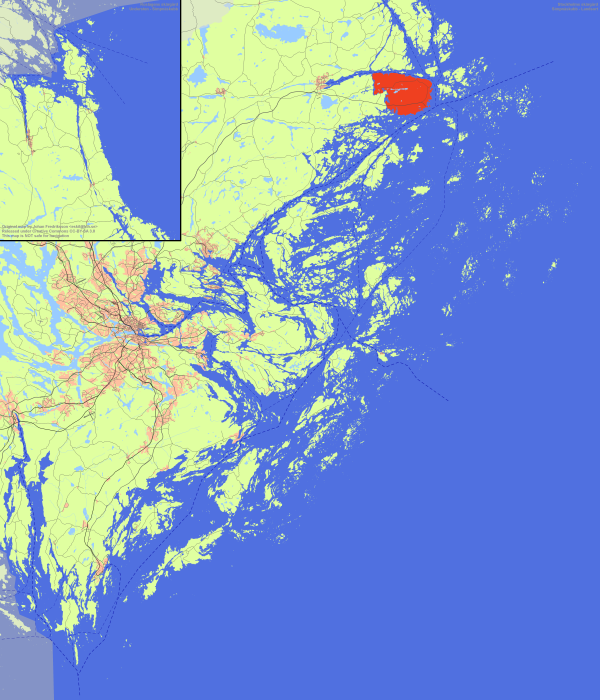
Rådmansölandets läge i Stockholms skärgård.

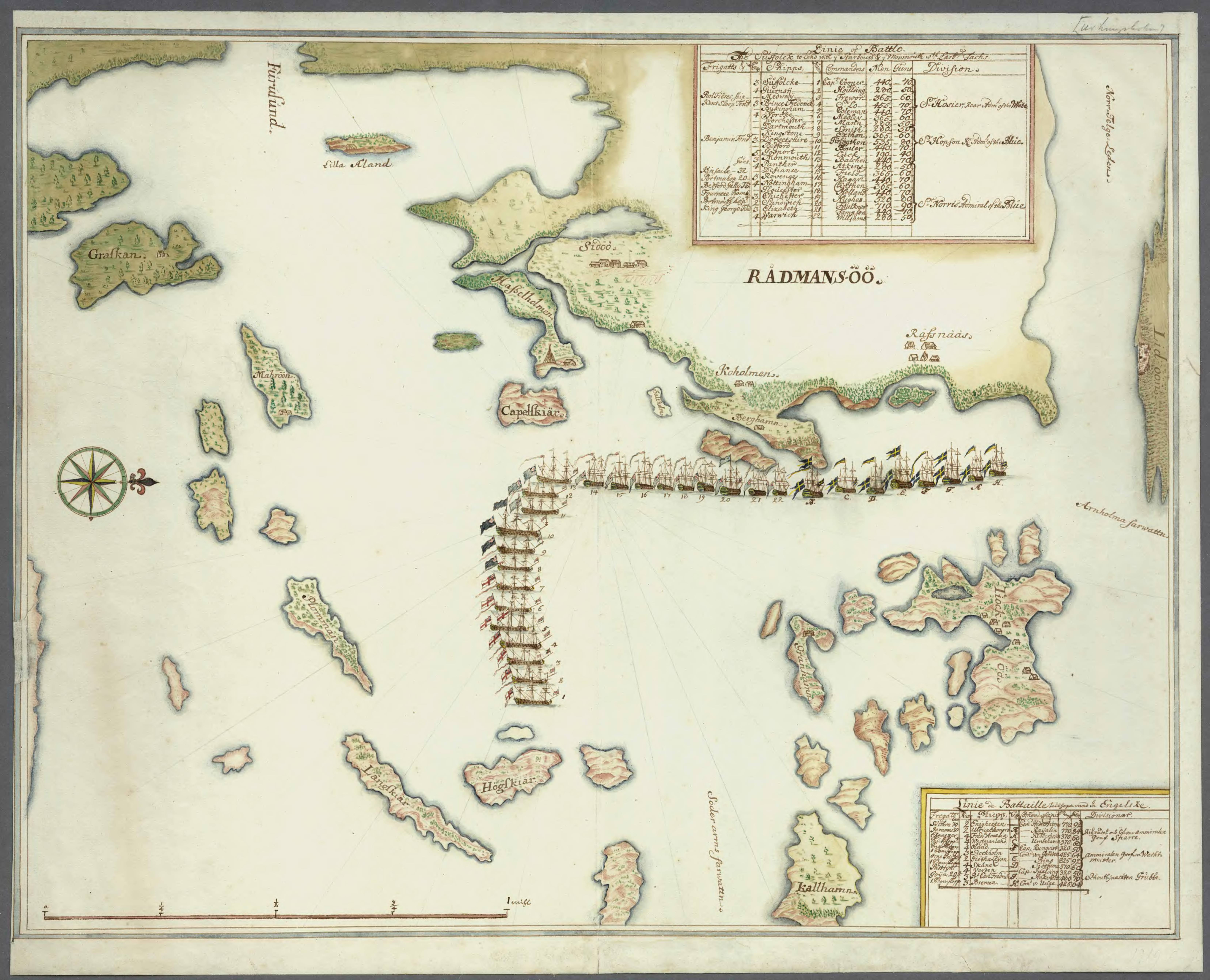
Karta över Rådmansö och närliggande skärgård, 1720

Rådmansö är en halvö ca 10 km öster om Norrtälje i Norrtälje kommun där bland annat Kapellskär, Gräddö och Räfsnäs ligger.
Rådmansö socken omfattar östra delen av halvön där också E18 avslutar sin sträckning i Sverige i Kapellskär.